# Ken Olsen
Kenneth Harry Olsen (ur. 20 lutego 1926 w Bridgeport, Connecticut, zm. 6 lutego 2011) – amerykański inżynier, założyciel w 1957 r. firmy Digital Equipment Corporation, w latach 50. inżynier w MIT Lincoln Laboratory, pracujący nad projektem komputera TX-2.
W 1977 r. Olsen zasłynął stwierdzeniem There is no reason for any individual to have a computer in his home („Nie ma żadnego powodu, aby ktokolwiek posiadał w domu komputer”) – w rzeczywistości Olsen miał na myśli centralny komputer, który sterowałby każdym aspektem ludzkiego życia, a nie komputery domowe, które w owym czasie zyskiwały sobie szybko akceptację pasjonatów.